# Roplichła
Roplichła, Roplichta – polana w Pieninach Czorsztyńskich. Należy do wsi Sromowce Wyżne w województwie małopolskim, w powiecie nowotarskim, w gminie Czorsztyn. Znajduje się na południowych stokach głównego grzbietu Pienin Czorsztyńskich, powyżej skały Rabsztyn i polany Za Rabsztynem, a poniżej polany Suszyna.
Polana położona jest na wysokości około 720–760 m. Znajduje się na obszarze Pienińskiego Parku Narodowego i została przez park wykupiona od prywatnych właściciele. Znajdują się na niej górskie i nizinne torfowiska zasadowe o charakterze młak, turzycowisk i mechowisk. Dzięki specyficznym warunkom glebowym, klimatycznym i geograficznym łąki i polany Pienińskiego Parku Narodowego są siedliskiem bardzo bogatym gatunkowo. W latach 1987–1988 znaleziono tu rzadki, w Polsce zagrożony wyginięciem gatunek porostu – płaskotkę rozlaną Parmeliopsis ambigua, a w 2016 r. rzadki i chroniony gatunek mchu błyszcze włoskowate (Tomentypnum nitens). Aby utrzymać skład gatunkowy polany wykonuje się jej ochroną czynną: odkrzaczanie, koszenie i usuwanie
biomasy.

## Przypisy

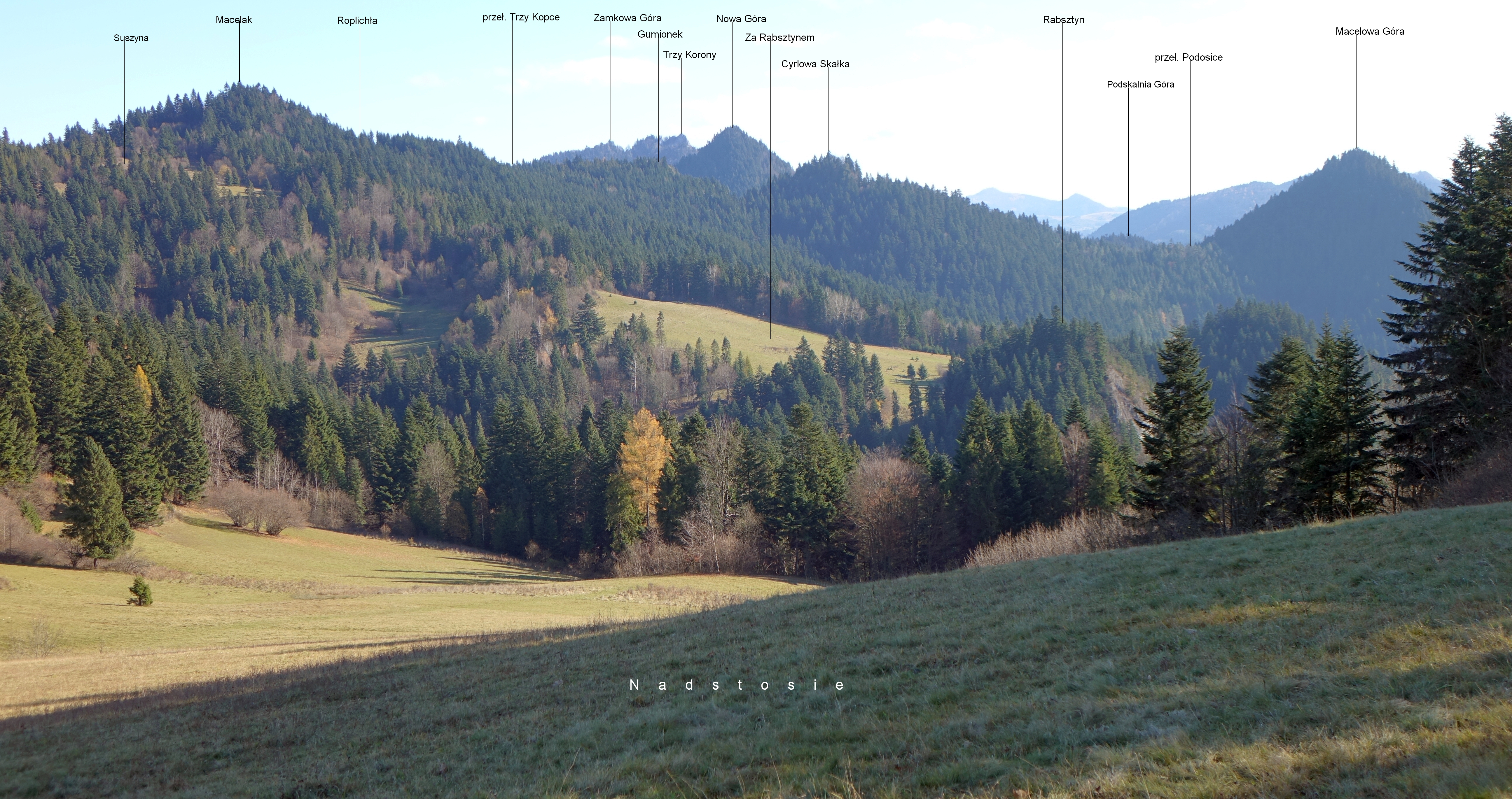